# Martí Serra i Avellí
Martí Serra i Avellí (Palafrugell, 1713 - Nueva Guatemala de la Asunción, 1785) va ser un filantrop palafrugellenc conegut per Baga, que va deixar un important llegat per a la seva ciutat natal.
Aquest comerciant, establert a Guatemala, en el seu testament, de 9 de gener de 1785, va llegar diverses finques a l'hospital municipal de Palafrugell i un frontal i unes sacres de plata i tres medallons daurats amb la figura dels patrons de la vila, a l'església parroquial.

## Retrat
Aquest catàleg ens presenta al palafrugellenc Martí Serra i Avellí, que l'any 1752 estava inscrit a la Matrícula de Comercio de la Universidad de Cargadores de Indias, una associació de tipus gremial que agrupava a totes les persones relacionades amb el comerç d'ultramar. Formava part del que alguns historiadors han anomenat grup de Palafrugell, situat entre els primers catalans amb residència a Càdis que comerciaren amb les Amèriques. Morí a Nueva Guatemala de la Asunción, aleshores la nova capital administrativa de Guatemala, l'any 1785.
L'obra va ser pintada per Juan José Rosales (C.A.1751-1816), format al taller de José Valladares, un dels millors representants de la plàstica barroca de la primera meitat de segle XVIII a la zona de Guatemala. Va ser també gravador i restaurador. Va ser un dels pintors més destacats del panorama artístic de Guatemala de finals del segle XVIII i començaments del XIX.